# Kelet-szibériai-tenger
A Kelet-szibériai-tenger a Jeges-tenger egyik peremtengere Oroszország északkeleti partjai mentén, az Új-szibériai-szigetek és a Vrangel-sziget között.

## Fekvése, földrajzi helyzete
Területe: 936 000 km² , víztömege 42 000 km³; közepes mélysége 45 m, legnagyobb mélysége: 155 m.
Más forrás szerint ezek az értékek: 913 000 km² , 49 000 km³; 54 m,  915 m.
Nyugaton a Laptyev-tenger, illetve az Új-szibériai-szigetek; keleten a Csukcs-tenger és a Vrangel-sziget a határ. Szárazföldi partvonala a keleti Jakan-foktól a nyugati Szvjatoj Nosz-fokig terjed. A Laptyev-tengerrel a Szannyikov-szoros és a szárazföldet a szigetektől elválasztó Dmitrij Laptyev-szoros köti össze, keleten a széles De Long-szoros vezet át a Csukcs-tengerhez.
A tenger a sekély kontinentális talapzaton fekszik, területének legnagyobb részén mélysége 50 m-nél kevesebb. Észak felé fokozatosan 200 m-ig mélyül és az óceán felé teljesen nyitott. A tengerfenéken nagyobb hátak vagy mélyebb árkok nincsenek. Szigetei közül jelentősebbek:
- az Új-szibériai-szigetekhez tartozó De Long-szigetek
- a Kolima-öböltől északra sorakozó Medve-szigetek
- a Csaun-öböl kijáratánál fekvő Ajon-sziget.

A szárazföld legnyugatibb partszakaszát az itt talált sok mammutcsont miatt Mammut-partnak is nevezik. A nyugati partvidék az Új-szibériai-szigetektől a Kolima-folyó torkolatáig lapos síkság, melyet mocsaras tundra borít; onnan keletre dombok vagy kissé magasabb hegyek szegélyezik. A partvonal viszonylag kevéssé tagolt. Jelentősebb öblei (nyugatról kelet felé haladva): egymás „szomszédságában” az Omuljahi- és a Hroma-öböl, jóval keletebbre a Kolima-öböl és a Csaun-öböl. A tengerbe, illetve öbleibe ömlő legnagyobb folyók (nyugatról keletre):
- Hroma
- Ingyigirka
- Alazeja
- Kolima
- Csaun

## Éghajlat, vízhőfok, sótartalom
A Kelet-szibériai-tenger éghajlata rendkívül hideg, sarkvidéki jellegű. Nyáron a levegő középhőmérséklete északon 0–2 °С, délen is csak 4 °С; télen eléri a –28–30 °С-ot. A partvidéken nagyon kevés a csapadék. A víz hőmérséklete télen fagypont körül van; nyáron az öblökben 7–8 °С, a jégmentes részeken 2–3 °С, másutt 0 °С.
A felszínen a víz sótartalma délnyugatról északkelet felé fokozatosan növekszik; nyáron a folyók által szállított sok édesvíz hatására a sótartalom mindenütt csökken, leginkább a nagy folyók: a Kolima és az Ingyigirka torkolatánál. Az árapálynak a tengeren nincs jelentősége, magassága mindössze néhány centiméter.
Télen az egész tengert jégpáncél borítja. A sekély nyugati részeken képződő parti jég szélessége a 400–500 km-t is eléri, a középső partvidéken is 250–300 km, keleten alig 30–40 km. A parti jég sávjától északra egy-kétéves jégből álló, 2–3 m vastagságú jégtáblák sodródnak; az északi határnál pedig a sok éves sarkvidéki jég világa kezdődik.
Nyáron a parti jég széles sávja elolvad, keleten azonban a partok mentén sodródó jégtáblák a rövid nyáron nem tudnak teljesen elolvadni, a Vrangel- és az Új-szibériai-szigetek közti vonaltól északra pedig soha nem tűnnek el.
A tenger fontos kikötője az ország legészakibb városa: Pevek (a Csaun-öbölben).